# Аранджел Стойкович
Аранджел Стойкович (серб. Аранђел Стојковић, нар. 2 березня 1995, Белград, Сербія) — сербський футболіст, фланговий захисник клубу «Партизан».

## Ігрова кар'єра

### Клубна
Аранджел Стойкович є вихованцем ряду столичних клубів. На професійному рівні Стойкович дебютував у клубі «Борча» у Першій лізі. Потім була частина сезону 2015/16 у столичному ОФК. Також два сезони футболіст провів у клубі «Спартак» (Суботиця).
У липні 2018 року захисник як вільний агент перейшов до клубу «Воєводина», з яким у 2020 році виграв національний Кубок. 
Влітку 2021 року Стойкович перейшов до клубу «Бачка Топола», з яким у сезоні 2022/23 став віце-чемпіоном Сербії. Але по закінченні того сезону Аранджел перейшов до белградського «Партизана», з яким грав у матчах кваліфікації Ліги конференцій.

### Збірна
29 січня 2021 року у товариському матчі проти команди Панами Аранджел Стойкович зіграв першу гру у складі національної збірної Сербії.

## Титули
Воєводина
 Переможець Кубка Сербії: 2019/20